# 中村豐 (動畫師)
中村豐（日语：／ Nakamura Yutaka，1967年12月22日—），日本男性動畫師、動畫演出家。福岡縣出身。

## 人物簡介
高中畢業後，對動畫產生興趣而進入代代木動畫學院學習，同學院畢業後加入AD-Cosmo公司，為動畫《魁!!男塾》擔任原畫出道。
在動畫《星際牛仔》中擔任了大量動作戲份的特色場面原畫從而引發關注，在該作的劇場版中也實現了演出出道。在特效作畫中，以描繪像四角柱的集合體那樣的個性效果為特征。近年來較多參与BONES的作品。

## 主要參加作品

### 電視動畫
- 魁!!男塾（1988年）動画・原画
- 西瓜皮先生（1989年）原画
- 勇者凱撒（1990年）原画
- （1990年）原画
- 太陽勇者（1991年）2話 6話 10話 15話 原画
- 三一萬能俠號（1991年）原画
- 娛樂金魚眼（1991年）2話 6話 7話 原画
- 宇宙騎士BLADE（1992年）13話 23話 39話 機械作監、4話 13話 23話 39話 49話 原画
- 妙廚老爹（1992年）原画
- 機動武鬥傳G高達（1994年）1話 49話 原画
- 忍空（1994年）12話 19話 21話 原画
- 新世紀福音戰士（1996年）9話 24話 原画
- 聖天空戰記（1996年）OP 原画、2話 7話 9話 10話 14話 20話 24話 26話 原画
- 超者雷登（日语：超者ライディーン）（1996年）18話 38話 原画
- 少女革命（1997年）1話 原画
- VIRUS ‐VIRUS BUSTER SERGE‐（日语：VIRUS）（1997年）原画
- （1998年）12話 原画、9話 機械作監輔佐
- SHADOW SKILL -影技-（1998年）原画
- 星際牛仔（1998年）1話 5話 9話 12話 15話 18話 19話 20話 22話 24話 25話 26話 原画
- 火龍小武士（1998年）原画
- 徽章戰士（1999年）49話 52話 原画
- 機巧奇傳（2000年）原画
- ANGELIC LAYER 天使領域（2001年）26話 原画
- 翼神世音（2002年）OP 原画、5話 7話 12話 17話 18話 20話 24話 25話 26話 原画
- 帝皇戰紀（2002年）14話 原画
- 攻殼機動隊 STAND ALONE COMPLEX（2002年）14話 19話 原画
- 狼雨（2003年）3話 4話 8話 11話 20話 原画、24話 作画監督補佐、25話 26話 作画監督協力
- 廢棄公主（2003年）21話 原画
- 鋼之鍊金術師（2003年）第3期OP 原画、第4期OP 分鏡・演出・作画監督補佐、25話 31話 34話 50話 51話 原画
- KURAU Phantom Memory（日语：KURAU Phantom Memory）（2004年）15話 22話 原画
- 交響詩篇（2005年）27話 28話 33話 42話 原画
- 新宇宙飛龍（2005年）13話 原画
- 櫻蘭高校男公關部（2006年）1話 原画
- SOUL EATER 噬魂師（2008年）第2期OP 原画、1話 8話 11話 15話 23話 30話 39話 45話 46話 50話 原画
- 鋼之鍊金術師FA （2009年）第2期OP 原画
- DARKER THAN BLACK -流星之雙子-（2009年）12話 原画
- STAR DRIVER 閃亮的塔科特（2010年）第1期OP 原画、1話 原画
- UN-GO（2011年）11話 作画監督協力、11話 原画
- 路人超能100（2016年）第一期
- 我的英雄學院（2017年）第二期

### OVA、OAD
- 宇宙騎士BLADE II（日语：宇宙の騎士テッカマンブレードII）（1994年）6話 原画、全話機械作画監督
- 爆炎學園（日语：爆炎CAMPUSガードレス）（1994年）原画
- 機動戰士高達 第08MS小隊（1996年）7話 原画
- （1997年）1話 2話 原画
- 魔法騎士 （1997年）原画
- 最後一戰：光環傳奇 Episode4 「Prototype」（2010年）原画
- DARKER THAN BLACK -黑之契約者- 外伝（2010年）1話 4話 原画

### 電影動畫
- 七龍珠Z 最強對最強（1991年）原画
- 機動戰艦 The prince of darkness （1998年）原画
- 機動戰士高達 第08MS小隊 米拉的報告書 （1999年）原画
- 劇場版 聖天空戰記 （2000年）原画
- 血戰：最後的吸血鬼 （2000年）原画
- 星際牛仔：天國之門 （2001年）動作分鏡・動作作畫監督
- 電影 犬夜叉 鏡中的夢幻城（2002年）原画
- 翼神世音 多元變奏曲 （2003年、原画）
- 劇場版 鋼之鍊金術師 森巴拉的征服者 （2005年）分鏡・演出・原画
- 異邦人 無皇刃譚 （2007年）原画
- 永恆的永遠 （2011年）動作監修
- 我的英雄學院：兩個人的英雄（2018年）原画
- 我的英雄學院：英雄新世紀（2019年）原画

## 著書
- 中村豊 アニメーション原画集 vol.1（2019年、スタイル）
- 中村豊 アニメーション原画集 vol.2（2021年、スタイル）

## 腳註

### 外部鏈接
- 中村豐的X（前Twitter）
- WEBアニメスタイル アニメの作画を語ろう animator interview 中村豊 （页面存档备份，存于）

## 相關項目
- BONES
- 日本動畫製作人員列表（日语：アニメ関係者一覧）